# あなた (宇多田ヒカルの曲)
「あなた」は、日本のシンガーソングライター宇多田ヒカルの楽曲。8作目の配信限定シングルおよびエピックレコードジャパン移籍第3弾として2017年12月8日に発売された。本楽曲は、リリース翌日の12月9日に公開された映画『DESTINY 鎌倉ものがたり』の主題歌に使用されている。
本楽曲は、Billboard Japanの「Download Songs」で2週連続1位を記録するなどしてヒットし、同チャートの2018年度年間ランキングでは第6位を獲得した。

## 背景
2017年9月25日午前4時、宇多田ヒカルが、12月9日に公開される映画『DESTINY 鎌倉ものがたり』の主題歌を担当することが発表された。同時に、主題歌のタイトルとリリース日も明らかになった。宇多田の曲が映画主題歌に使われるのは、2012年の『ヱヴァンゲリヲン新劇場版:Q』の「桜流し」以来約5年ぶりである。2017年10月2日には、「あなた」が、宇多田自身も出演するソニーの『ノイキャン・ワイヤレス』のCMソングに使用されることが発表された。宇多田がソニーのCMに出演するのは1999年の『RED HOTキャンペーン』（バッテリー/MD）CM以来2度目。なお、テレビでのオンエアは、12月2日より開始した。10月5日より、全国の家電店、ソニーショールーム、ソニーストアなどで、「あなた」のショートバージョンをハイレゾ音質で試聴できる施策が順次展開した。また、11月28日には、アトレ恵比寿にて本作の発売を記念したコラボキャンペーンが開催されることも明かされた。

### タイトル
タイトルについては、作詞中に「あなた」という言葉が出てきてから「これにしよう」と決めていたという。宇多田は、この「あなた」という言葉について「英語でいう"Darling"に近い意味で、距離を感じる表現でも、丁寧な表現でもある」「あえて親しい人に向けた時にその言葉が持つ、日本独特の奥ゆかしさや、何かを大事に思っているという気持ちが伝わる素敵な言葉」と語った。
音楽評論家の渋谷陽一は、本楽曲の発売前に「ROCKIN'ON JAPAN」での宇多田へのインタビューで、「これまで彼女（宇多田）の歌に用いられていた二人称は圧倒的に『君』が多かった。しかし『真夏の通り雨』では『あなた』になり、アルバム『Fantôme』の収録楽曲も『あなた』の印象が強い作品」と語った。ロッキング・オンは、大切な人を亡くし、大切な人が生まれ、これまで適度な距離感で語ってきた「君」とは違う、自分自身がその人の一部のような、自分自身の一部もその人の中にあるような、もう距離感など考える必要などない存在に気づいた時、宇多田の中から「あなた」という言葉が出てきたのではないかと指摘。また、「あなた」というタイトルがつけられた本楽曲は、自身の人生によって変化していく宇多田の歌詞の、一つの到達点であるとも考えている。

## 制作と録音
本楽曲は前述の通り、映画「DESTINY 鎌倉ものがたり」のエンディングテーマに使用されており、山崎貴監督が、自らの思いを込めた手紙で宇多田に主題歌の制作をオファーしたという。宇多田はこれを快諾し、映画のプロットや原作を読み込み「あなた」を制作した。この時宇多田は映画原作を読みながら、妖怪に感情移入してたという。インタビューでは、「この世に思い残すことがあったり、強い情念を持って生きて死んだ人や物が、この世を離れきれず、見た目も異形になりつつも、健気に生きている感じがした」と語っている。また、「私が妖怪や幽霊になってしまうくらい思い残すものは何だろう」と考えたときに「子供」が浮かんだという。そして、「妖怪の気持ち」から「母親の気持ち」というところにつながり、歌詞が膨らんだと述べている。
レコーディングは、2017年夏にロンドンのRAK Studiosにて行われた。「大空で抱きしめて」や「Forevermore」でもドラムで参加していたクリス・デイヴ (Chris Dave) や、アルバム『Fantome』から宇多田の作品に関わってきたベースのジョディ・ミリナー (Jodi Milliner) とエヴァートン・ネルソン (Everton Nelson) がリーダーを務めるストリングスのメンバーなどが集まった。また、ピアノのルーベン・ジェイムズ (Reuben James) とホーン・セクションのキック・ホーンズ (Kick Horns) は本楽曲で初めて宇多田の作品に参加した。ミキシングとレコーディングのエンジニアは『Fantome』に引き続きスティーヴ・フィッツモーリス (Steve Fitzmaurice) が、ボーカルのレコーディングは長年宇多田作品に関わってきた小森雅仁が担当している。参加したミュージシャンによると、宇多田は楽曲をどのようにしたいかという強いアイデアを持っており、また意思がはっきりしているため、バンドとのレコーディングも3、4回で終わるという。その中で、それぞれのミュージシャンが解釈する部分も含まれていた。

## 音楽性と歌詞
「あなた」は、ほぼ全編生楽器で構成されている。ドラマティックな構成、展開を持ち、抑揚のあるトラックが特徴的である。楽曲はピアノと宇多田の歌声で始まり、続いてドラムとベース、ストリングス、ブラスの順に入ってくる。コードの展開は、ほぼ4つのコードをループさせて作られており、そこにピアノ、ドラム、ベース、コーラスが乗っている。agehaspringsの横山裕章は、Billboard Japanの記事で、本楽曲について「ブルー・アイド・ソウルのマナーに則った、Swing Out Sister、Bobby Caldwellばりのストリングスやブラスが温かみを演出している。」と指摘。また、「RAK Studiosという環境も相まって、とても響きが美しく耳なじみの良い、どこか母親の胎内にいるような心地よいサウンドに仕上がっている。」と述べている。宇多田は本楽曲について「一つの普遍的な愛の形として、母親目線から音楽的表現をした初めての楽曲」だと語っている。また、楽曲の最後の方では、ピアニストの椅子がきしむノイズが入っているという。
歌詞には、いくつかの仏教用語が用いられている。サビ部分の歌詞はリズミカルな韻で構成されており、各行の語尾で「ai」の韻を踏んでいるほか、全体的に「i」の音が散りばめられている。音楽ライターの小池直也は、サビの歌詞の〈 大概の問題 〉という言葉を挙げ、「ドラムの様なリズム的切れ味を持ちつつ、意味のニュアンスや視覚の面でもクールで非の打ちどころがない。」と指摘し、また「このリリックがハネたリズムのメロディに浮かぶ事によって、より彩度を増す」のだと語っている。音楽評論家の小貫信昭は、〈 ただの数字が 特別になるよ 〉という表現で、スタンダールの言う「愛の結晶作用」を表現している指摘。「そんな巧みな表現でオリジナリティーを獲得している。」と述べた。
2018年にNHK「SONGS」で宇多田と対談した又吉直樹は、「最も心を揺さぶられた曲」として本楽曲を挙げた。又吉は、その歌詞の一節〈 あなた以外なんにもいらない ～ 代り映えしない明日をください 〉で「夢を見るよりも、この世界でごく普通にあなたと過ごしたい」という願いが歌われた直後に、〈 あなたと生きる世界は 息をのむほど美しいんだ 〉と言い切っている部分に感銘を受けたといい、また「願い」や「祈り」のようなものが感じられたという。宇多田はこれに対し、「祈り」という部分が強いと語った。宇多田は、その幼少期は「いつ何が起こるかわからない」環境にあったといい、また、何か「こうだ」と思いたいし、思ったほうが安心して楽に生きられるが、安心したら裏切られ傷つくので、「何も信じないようにしよう」と思うに至ったという。しかし、その中で「望んでいる自分を完全に消しきれず」出てきたのが「祈り」や「願い」といったものになったのだと語った。

## リリースとプロモーション
2017年12月8日、「あなた」がリリースされ、iTunes Store、mora、レコチョクで配信がスタートした。本作は、配信限定シングルとしては前作の「Forevermore」より約4か月振りとなる。この時、同時に、2018年に国内ツアーを実施する予定であることも発表。他にも、音楽サブスクリプションサービスでは、1998年発売のデビューシングル「Automatic/time will tell」から2016年リリースの6枚目のアルバム『Fantome』までの楽曲の取り扱いが開始された。リリース翌日に発売された宇多田の自身初の歌詞集「宇多田ヒカルの言葉」には、デビューから最新楽曲である今作までの歌詞が収録された。2020年10月14日には、ソニーミュージックから、コンピレーションアルバム「SING for ONE ～みんなとつながる。あしたへつながる。～」
がリリースされ、「あなた」が、その1曲目に収録された。
12月9日より宇多田ヒカルのデビュー20周年イヤーに突入したこともあり、「あなた」のリリース記念も兼ねて様々なイベントが実施された。新曲「あなた」の配信日12月8日より、3日間限定で全国5カ所のソニーストアにて「宇多田ヒカルSPECIAL 3DAYS」が開催された。期間中は店内で「あなた」を含む宇多田の楽曲を最新機器によってハイレゾ音質で試聴ができるほか、「あなた」「Forevermore」のミュージックビデオおよびメイキングのダイジェストが上映される。また、「あなた」のリリースを記念して、東京・アトレ恵比寿にてコラボキャンペーンが12月1日～12月25日の期間で実施された。館内装飾で「あなた」のジャケットや歌詞をフィーチャーするほか、4階のフォンテーヌ広場に「あなた」「Forevermore」「大空で抱きしめて」の3曲をハイレゾ音質で試聴できるコーナーを設置するなど、アトレ恵比寿が宇多田ヒカル一色となった。その他にも、「くまちゃん」の着ぐるみが展示されたほか、猿田彦珈琲ではコラボメニュー「カプくーま」が提供された。12月9日からは、全国38店の書店にて、宇多田がレコメンドする書籍を紹介する企画「宇多田書店」が展開された。同日には、MUSIC ON! TVがデビュー記念日を迎える宇多田ヒカルを大特集。「M-ON! 20th Anniversary 『24時間 宇多田ヒカル』」と題し、新曲「あなた」のミュージックビデオ制作のドキュメンタリー映像を始め、12時間にわたる歴代ライブ映像5作品や、歴代のミュージックビデオを一気に観られるミュージックビデオ特集がオンエアされた。6月30日にNHKの『SONGSスペシャル 宇多田ヒカル』に出演した際には、番組の序盤で披露された。

### ライブでの披露
宇多田ヒカルの12年ぶりの国内ツアー「Hikaru Utada Laughter in the Dark Tour 2018」の1曲目に披露。ステージ下からゆっくりと上昇してステージ中央に姿を現した宇多田ヒカルが、観客の拍手と歓声の中、「あなた」という表題の歌詞で歌い始める。

## 評価

### 批評
ロッキング・オンの高橋智樹は、「あなた」で描かれる情景は、「悠然とした筆致の美しさ、ポップミュージックの本質と向き合い続ける者の迫力を確かに感じさせるもの」だとし、「宇多田の歌はいよいよ人間と生命の核心そのものに迫りつつある――そんなふうに思わずにいられない名曲」であるとコメントした。音楽評論家の小貫信昭は、（歌詞の）完成度の高いコトバの中に、〈 神様お願い 〉という、「理知的であることを放棄したかのようなユルいフレーズ」が一瞬入れられているところが、「宇多田ならでは」だと指摘し、こうした宇多田のユーモア感覚が大好物だとコメントした。ライターの小池直也は、「あなた」のサビに注目し、クリス・デイヴによるドラムの跳ねたリズムのメロディの上に、脚韻を意識したリズミカルな歌詞が乗せられていると指摘。これによって宇多田は、音楽/文学のより高密度な結晶を作り上げていると評価した。

### チャート成績
「Billboard Japan」の総合チャートでは、2017年12月18日付けのチャートで初登場3位。ダウンロード1位、ラジオ15位、Twitter19位、動画59位と、各指標でポイントを上げた。日本では同週のダウンロード数は公表されていないが、Media Trafficによると、この週は約120,000DLを売り上げている。12月25日付のチャートでは、ダウンロードで2週連続首位を記録したことから総合2位に順位を上げた。また、発売2週目ながらも6.4万DLを売上げており、オリコンが同週より公表を開始した有料ダウンロード数を集計した「オリコン週間デジタルシングル（単曲）ランキング」で初登場1位を獲得した。また、USの「Billboard World Digital Songs Chart」では、最高位13位を記録している。
本楽曲は、2018年のダウンロードの年間チャートで、2018年度の宇多田のシングルの中で最も高い順位をマーク。Billboard Japan「Top Download Songs」の年間チャートでは6位、オリコンの「年間デジタルシングル（単曲）ランキング」では8位を記録した。

## ミュージックビデオ

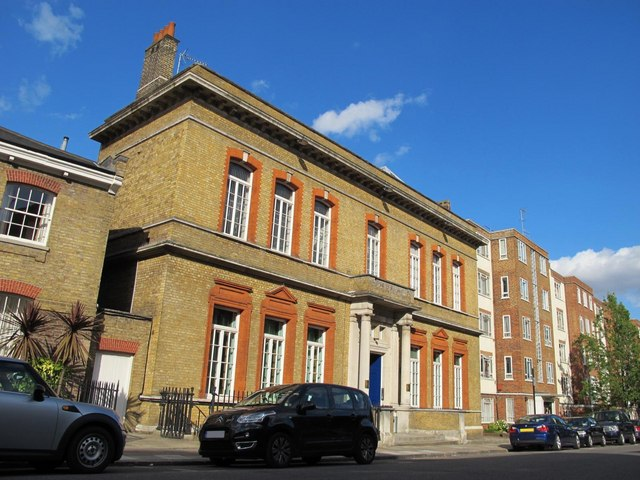
撮影場所のRak Studios

2017年12月8日、「あなた」のミュージックビデオのショートバージョンと、メイキング映像がYouTubeにて公開された。フルバージョンは、iTunes Storeほか主要音楽ダウンロードサイトで配信される。なお、2020年4月26日にYouTubeでもフルバージョンが公開された。

監督は、前作「Forevermore」に引き続き、ジェイミー・ジェイムズ・メディナが務めており、デジタルとアナログのカメラを併用し、編集時にミックスする手法で制作された。撮影場所は、「あなた」のレコーディングが行われたロンドンのスタジオ「RAK Studios」。なお、今回はレコーディングに加わったミュージシャンも撮影に参加した。ジェイミーによると、「ヒカルは人生の大半をパフォーマーとして生きてきて、今回のビデオでも彼女らしくできるという自身があった」といい、撮影に際したコミュニーケーションもとてもシンプルなものだった。衣装は、宇多田が自前の私服を持ち寄り、撮影の日の朝に選んだという。ジェイミーは、「今回は音楽自体を味わうもの、ヒカルが人の心を打つパフォーマンスに打ち込めるようなパフォーマンスビデオにしたかった」と語った。照明に関しては、「窓から差し込む冷たい光」と「スタジオに置かれた暖かい色のランプ」によって「冷たい色と暖かい色のバランスをとった」という。宇多田は撮影後、次のようにコメントした。
「前作『Forevermore』は私らしからぬダンスのビデオだったので、今回はもっとベーシックに戻ってミュージシャン・歌手である、というところに焦点をあてたかった」
ミュージックビデオは、ミュージシャンたちと宇多田による同曲のパフォーマンスシーンを撮影したものとなっている。撮影では、同曲を20回ほど繰り返し真剣に歌ったということで、宇多田は「あまり動いてないのになんでこんなに疲れてるんだろうとおもったら、ライブ一本分くらい歌ったからだった」と語った。

## 収録曲
作詞・作曲・プロデュース：宇多田ヒカル
1. あなた

## クレジット
- 宇多田ヒカル：All Vocals・Programing・Brass Arrangement・String Arrangement
- Steve Fitzmaurice：Recording・Additional Drum Programming
- 小森雅仁：Vocal Recording
- Chris Dave：Drums・Percussion
- Jodi Milliner：Electric Bass
- Ben Parker：Electric Guitar
- Reuben James：Acoustic Piano
- Kick Horns（英語版）：Horns
  - Simon Clerk：Alto Saxphone
  - David Liddell：Trombone
  - Ryan Quigley：Trumpet
  - Tim Sanders：Tenor Saxphone
- Daren Heelis：Additional Drum Programming・Additional Engineering
- Simon Hale：String Arrangement・Conductor
- Everton Nelson：Strings Leader

## チャートと売上
| チャート                                    | 最高 順位              | 出典                   |
| 週間チャート（2017年）                      | 週間チャート（2017年） | 週間チャート（2017年） |
| ------------------------------------------- | ---------------------- | ---------------------- |
| Billboard Japan Hot 100                     | 2                      | [ 3 ]                  |
| Billboard Japan Download Songs              | 1                      | [ 2 ]                  |
| Billboard Japan Hot Buzz Song               | 1                      | [ 31 ]                 |
| オリコンデジタルシングル                    | 1                      | [ 28 ]                 |
| 米Billboard World Digital Song Sales        | 13                     | [ 4 ]                  |
| 年間チャート（2018年)                       |                        |                        |
| Billboard Japan Download Songs 年間チャート | 6                      | [ 29 ]                 |
| オリコン年間デジタルランキング              | 8                      | [ 5 ]                  |

| 国/地域     | 認定     | 推定ダウンロード数 | 出典         |
| ----------- | -------- | ------------------ | ------------ |
| 日本 (RIAJ) | プラチナ | 285,000+           | [ 32 ] [ 5 ] |